# Riccardo del Wessex
San Riccardo d'Inghilterra (Regno del Wessex, VII secolo – Lucca, 722) è stato un nobile anglosassone vissuto nell'VIII secolo venerato come santo dalla Chiesa cattolica. Pio cristiano, tre dei suoi figli sono venerati anch'essi come santi.

## Agiografia
La tradizione che lo voleva re d'Inghilterra è probabilmente errata a causa della confusione con Re Ine del Wessex, mentre è probabile che fosse un nobile sassone della regione del Wessex che, come pellegrino, come fece pure Re Ine e com'era in uso in quell'epoca, si era diretto a Roma insieme ai figli Villibaldo e Vunibaldo, anche loro poi venerati come santi (Villibaldo divenne vescovo di Eichstätt e Vunibaldo abate del monastero di Heidenheim). 
Durante il viaggio, attraversata la Manica, seguirono il corso della Senna per giungere fino a Rouen e dirigersi poi in Italia. Il pellegrinaggio tuttavia non si concluse come sperato perché Riccardo morì nell'anno 722, mentre si trovava nella città di Lucca, dove ancora oggi ne è conservato il corpo, oggetto di venerazione nella basilica di San Frediano.
Riccardo fu anche padre di una terza figlia, Valpurga, divenuta anch'essa santa.
La memoria liturgica di San Riccardo ricorre il 7 febbraio.